# Akcja w Sławkowie

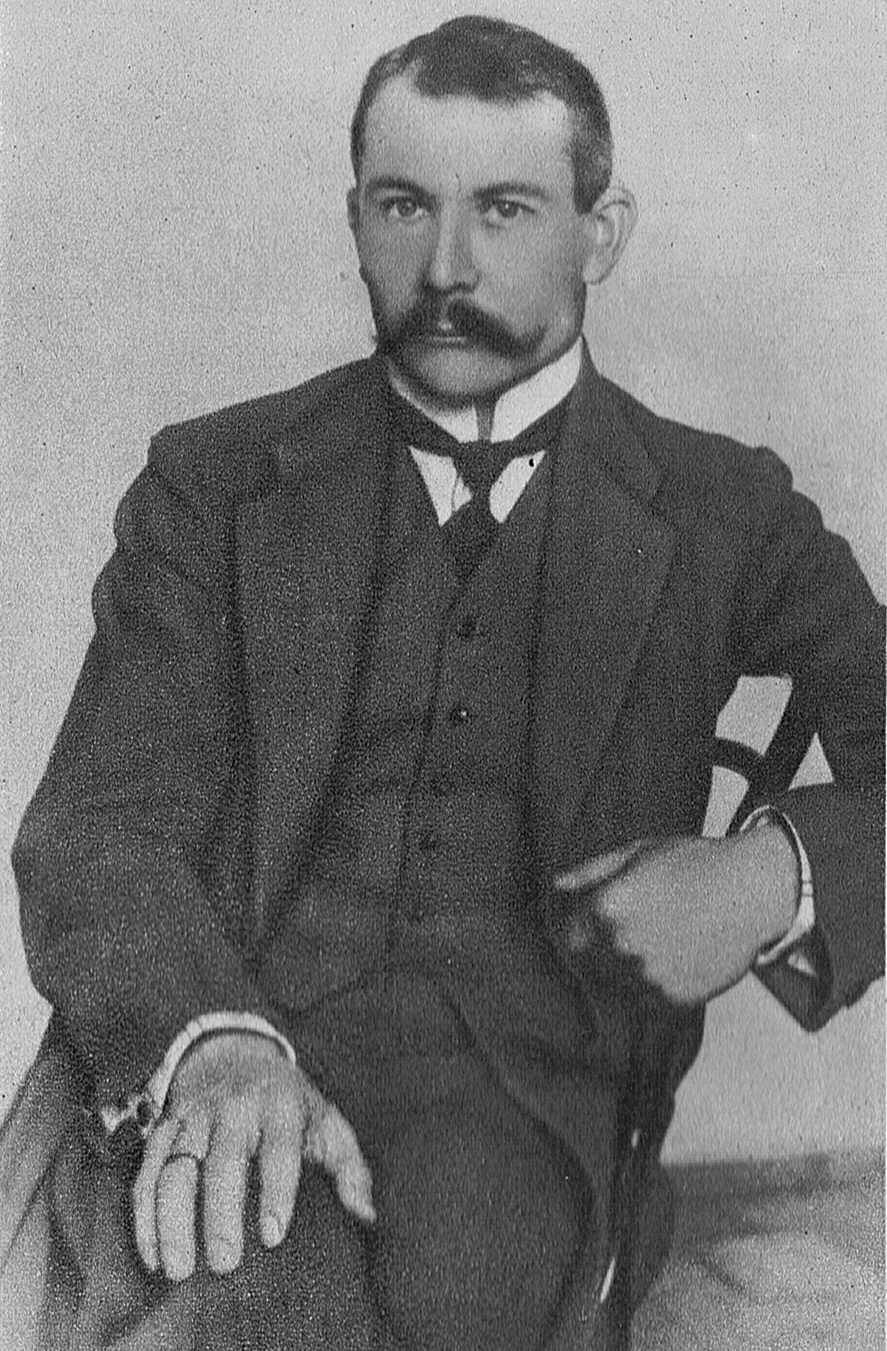
Dowódca akcji w Sławkowie – Tomasz Arciszewski (zdjęcie z 1906 r.)

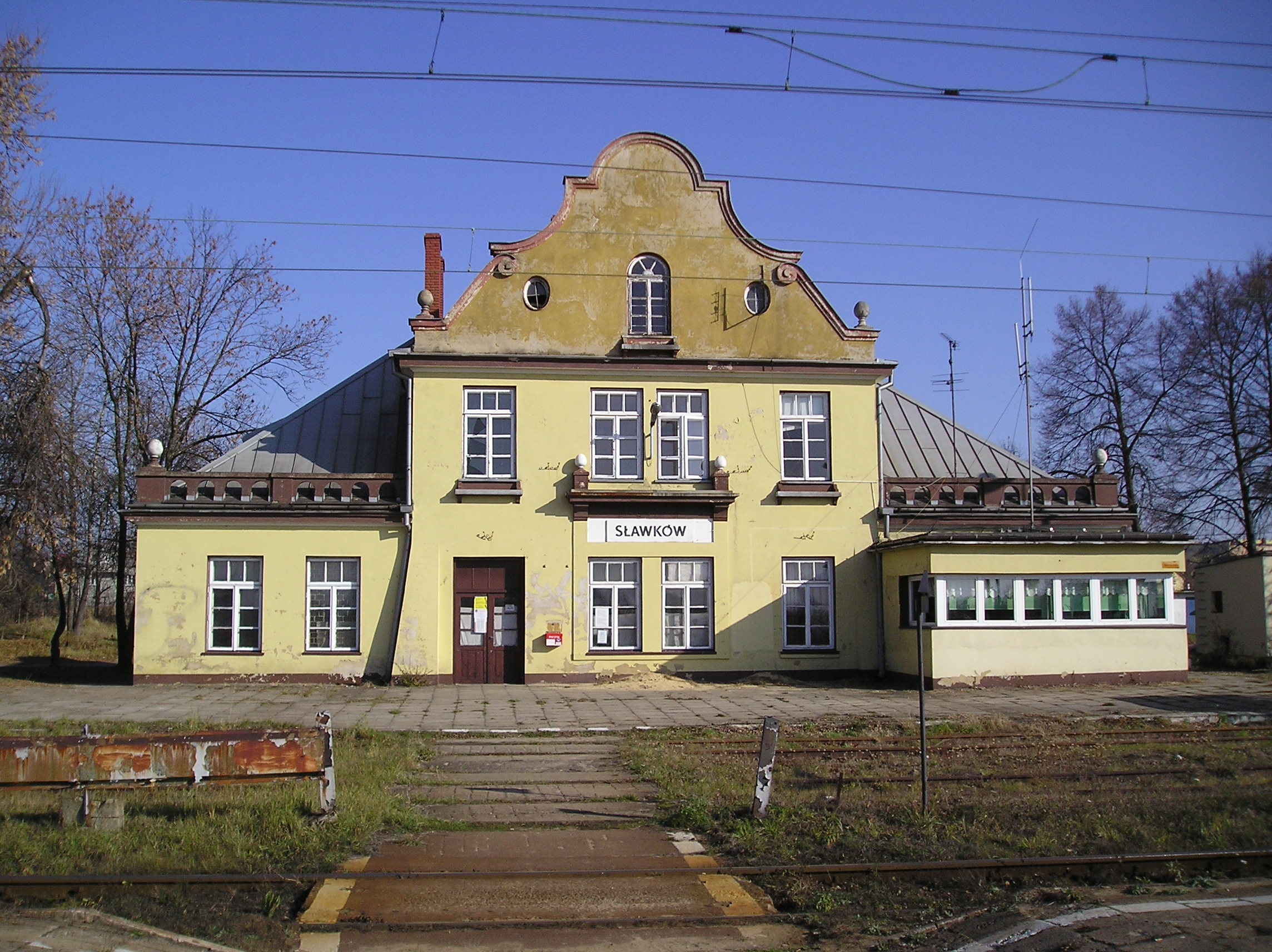
Dworzec kolejowy w Sławkowie, na którym 12 sierpnia 1907 r. miała miejsce akcja Organizacji Bojowej PPS

Akcja w Sławkowie – przeprowadzony na stacji kolejowej w Sławkowie w dniu 12 sierpnia 1907 r. przez Organizację Bojową PPS napad na pociąg służbowy, przewożący kasjera i pieniądze na wypłaty dla urzędników kolejowych. 
Akcję zaplanował i dowodził nią Tomasz Arciszewski, a wykonała ją „szóstka” z Niemców. Pod stojący na stacji pociąg podłożona została bomba. Po starciu z konwojującymi pociąg żołnierzami 192 Pułku Piechoty bojowcy zrabowali 14 tys. rubli. Następnie odczepili parowóz, wsiedli do niego i wywiesiwszy czerwony sztandar odjechali w stronę Strzemieszyc. 